# Bà chúa Bầu
Xem các mục từ khác cùng tên tại bài Chúa Bầu (định hướng)
Bà Chúa Bầu là một nữ tướng của Hai Bà Trưng trong lịch sử Việt Nam, có công đánh đuổi thái thú Tô Định nhà Hán.
Bà là một nhân vật mang tính thần thoại theo giai thoại của dân gian và không được ghi trong sử sách.

## Giai thoại dân gian
Thời nhà Hán cai trị Việt Nam, ở huyện Lập Thạch (Vĩnh Phúc) có một bà cụ già trồng dược một cây bầu rất lạ. Cây bầu lớn lên nhưng không thấy ra hoa kết quả, dây bầu cứ nở dài lan ra, lan mãi. Dây lan ra rất dài, bò lên cả núi đồi, cứ thế mà lan đến tận huyện Sơn Dương, tỉnh Tuyên Quang, rồi leo lên tận núi cao ở đó. Từ đó dây bầu mới bắt đầu trổ hoa và kết thành một quả bầu. Rồi từ trong trái bầu ấy, nở ra một cô gái, chỉ vài ngày sau đã lớn thành một thiếu nữ. Cô gái lần theo dây bầu về đến gốc cây, gặp bà già trồng bầu, nhận bà làm mẹ. Mọi người thấy sự lạ, gọi ngay cô gái là cô Bầu. Và ngọn núi Tuyên Quang cũng được gọi là núi Bầu.
Hai mẹ con nuôi nhau qua ngày, được ít lâu thì bà cụ mất. Nàng Bầu đem mẹ lên sườn núi chôn. Khi đào đất để chôn mẹ, nàng bắt được một cái chuông, đem về nhà. Chuông tuy bé nhưng mỗi khi gõ vào thì tiếng kêu lên rất to và vang đi rất xa. Từ Lập Thạch, tiếng chuông vang tới khắp mấy huyện xung quanh. Khi nghe tiếng chuông, lòng người ai nấy cũng đều cảm thấy xôn xang, như có điều gì nung nấu ở bên trong.
Thái thú nhà Hán cai trị Việt Nam lúc đó là Tô Định rất tàn bạo mất lòng dân. Năm 40, Hai Bà Trưng dựng cờ khởi nghĩa ở Phong Châu, nàng Bầu hay tin bèn gõ chuông lên. Nghe tiếng chuông, các thanh niên nam nữ tất thảy đều bỏ dở công việc, sắm cung tên hoặc trở về nhà lấy giáo mác, băng đèo lội suối chạy một mạch về phía huyện Lập Thạch, đến bên cạnh nàng Bầu. Chỉ trong một ngày đã có tới mấy ngàn người có mặt quanh bà. Rồi mọi người vào cơ ngũ tề chỉnh, nhất tề tôn phù nàng Bầu lên làm chủ tướng.
Nàng Bầu đem quân tới Phong Châu quy phục dưới cờ Hai Bà Trưng, được giao việc chống quân Tô Định. Bà lập được nhiều chiến công, đánh đuổi Tô Định, được Trưng Trắc phong làm công chúa. Vì vậy ai cũng gọi là bà Chúa Bầu.
Năm 42, tướng Hán là Mã Viện mang quân sang đánh, quan Trưng Vương yếu hơn phải rút lui.
Năm 43, Trưng Vương bị thua ở Cẩm Khê, đội binh của bà chúa Bầu cũng lâm nạn. Không chống cự nổi với thế giặc quá lớn, bà Chúa Bầu phải chạy về vùng Đạo Trù thuộc huyện Lập Thạch. Khi thấy không còn cách nào cứu vãn nổi tình thế, bà sai quân lính vứt chiếc chuông xuống vực, rồi tự mình cũng nhảy xuống đó, tự vẫn.
Từ đó, các đời sau, mọi người trong vùng Lập Thạch, Sơn Dương đã lập đền thờ tưởng nhớ công lao của bà ở những nơi xảy ra sự tích:
- Thôn của bà mẹ trồng bầu được gọi là thôn Bầu.
- Ngọn núi Sơn Dương (Tuyên Quang) được gọi là núi Bầu. Tới thế kỷ 16, họ Vũ cát cứ chống nhà Mạc, xây thành tại đây gọi là thành Bầu và các đời họ Vũ truyền nối nhau được gọi là Chúa Bầu. Chính dòng họ Vũ này cũng có một người con gái là nữ tướng và có công với dân trong vùng, khi mất được thờ và tôn là Bà chúa Bầu họ Vũ để phân biệt với Bà chúa Bầu tướng của Hai Bà Trưng.
- Nơi bà sai vứt chuông rồi tự vẫn là vực Chuông.

Tại các nơi đền thờ bà, hàng năm dân làng vẫn mở hội lễ. Các triều đại về sau đều có sắc thượng phong cho bà.